# Cantó de Maruelh
El cantó de Maruelh és un cantó francès del departament de la Dordonya, situat al districte de Nontronh. Té 14 municipis i el cap és Maruelh.

## Municipis
- Baussat
- Champeus e La Chapela Pomiers
- Los Grauges
- Lagulhac de Cercle
- Maruelh
- Mont Sec
- Puei Rainier
- La Ròcha Beucort e Argentina
- Rudeu e Ladaussa
- Sent Crespin de Richemont
- Senta Crotz de Maruelh
- Sent Feliç de Bordelha
- Sent Soplesí de Maruelh
- Vielh Maruelh

## Història
| Data d'elecció                           | Identitat                | Partit           | Qualitat |
| ---------------------------------------- | ------------------------ | ---------------- | -------- |
| 1988-1996                                | Raymond Roland           | Divers droite    |          |
| 1996-2001                                | Frédéric de Saint-Sernin | RPR              |          |
| 2001-2008                                | Philippe de Courcel      | RPR, després UMP |          |
| 2008-                                    | Jean-Paul Couvy          | PS               |          |
| les dades anteriors no són pas conegudes |                          |                  |          |
|                                          |                          |                  |          |

## Demografia
| 1962  | 1968  | 1975  | 1982  | 1990  | 1999  | 2006  |
| ----- | ----- | ----- | ----- | ----- | ----- | ----- |
| 4.593 | 4.201 | 4.039 | 3.832 | 3.710 | 3.427 | 3.537 |